# Kopalnia Węgla Kamiennego Krupiński
Kopalnia Węgla Kamiennego Krupiński – kopalnia z siedzibą w Suszcu, której złoża znajdują się na terenie gminy Suszec, Żor oraz Orzesza w województwie śląskim. Zatrudnienie na koniec 2011 roku wynosiło 2819 pracowników. Dnia 31 marca 2017 roku produkcja w kopalni została wyłączona, a zakład przekazano Spółce Restrukturyzacji Kopalń.

## Historia

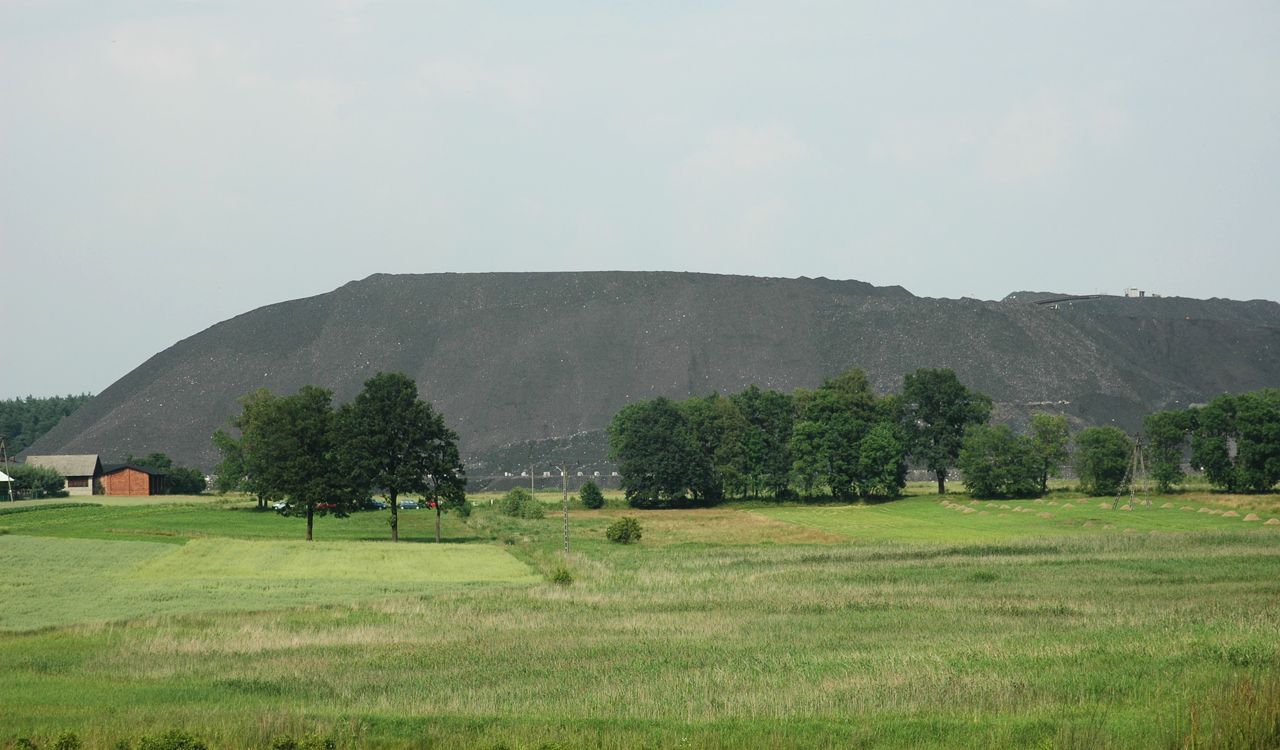
Zwałowisko KWK Krupiński

Budowę kopalni rozpoczęto w 1975 roku na obszarze górniczym obejmującym tereny Kleszczowa, Rudziczki, Suszca i Kryr. W trakcie budowy kopalnia nosiła nazwę „Suszec”. W 1983 roku nastąpiło przekazanie kopalni do eksploatacji pod nazwą „Krupiński”. Patronem kopalni został zasłużony dla polskiego górnictwa i geologii profesor Bolesław Krupiński. Obecnie należy do Spółki Restrukturyzacji Kopalń, która nieodpłatnie nabyła ten obiekt od Jastrzębskiej Spółki Węglowej S.A.
W latach 1983–2010 zostało wydrążonych około 420,6 km wyrobisk korytarzowych. Wyeksploatowano 115 parcel ścianowych w 15 pokładach. Wydobyto około 47,1 mln ton węgla.
Jesienią 2021 zasypano główny szyb kopalni. Likwidacja kopalni i całej jej infrastruktury odbyła się mimo apeli związkowców i lokalnej społeczności, by zachować dostęp do złóż wysokogatunkowego węgla koksowniczego (udokumentowane złoża w Suszcu oszacowano na ponad 560 mln ton) oraz starań zagranicznych konsorcjów, zabiegających o przejęcie i dalsze prowadzenie kopalni.
Kopalnia była zabezpieczana przez Okręgową Stację Ratownictwa Górniczego w Wodzisławiu Śląskim.

### Wypadki
- 31 lipca 2008 roku w kopalni doszło do wypadku, w wyniku którego zginął na miejscu 30-letni górnik. Mężczyzna został uderzony oderwaną od ściany wydobywczej bryłą węgla.
- 22 lipca 2009 roku na terenie kopalni zginął 44-letni górnik. Mężczyzna wpadł do stacji napinającej przenośnik taśmowy.
- 5 maja 2011 roku doszło do zapłonu metanu, w wyniku którego zmarł jeden górnik i dwóch ratowników biorących udział w akcji ratunkowej[6][7].
- 18 kwietnia 2012 roku w kopalni zginął 26-letni pracownik zewnętrznej firmy. W trakcie drążenia nowego chodnika na poziomie 420 m pracownik został pochwycony przez część maszyny drążącej[8].
- 20 lipca 2012 roku w kopalni zginął 45-letni górnik. Mężczyzna doznał urazu głowy podczas wykonywania rutynowej kontroli szybu skipowego[8].

## Dane eksploatacyjne
Podstawowe dane na temat kopalni: 
| Kopalnia      | Wydobycie dobowe netto | Obszar górniczy | Zasoby operatywne | Typ produkowanego węgla | Okres funkcjonowania bez inwestycji strategicznych | Okres funkcjonowania przy realizacji inwestycji strategicznych |
| ------------- | ---------------------- | --------------- | ----------------- | ----------------------- | -------------------------------------------------- | -------------------------------------------------------------- |
| KWK Krupiński | 8 100 t/d              | 27,2 km²        | 21,4 mln ton      | 34.1, 34.2              | do 2020                                            | do 2030                                                        |